# 新英格兰峨螺
新英格兰峨螺（Neptunea lyrata）是一种大型海螺，于1987年成为马萨诸塞州州贝。